# Hehn (Mönchengladbach)
Hehn ist ein Stadtteil von Mönchengladbach und gehört zum Stadtbezirk West.

## Geografie
Hehn liegt im Stadtbezirk West der Stadt Mönchengladbach. Rheindahlen, Hauptort des Stadtbezirks befindet sich rund 1,5 Kilometer Luftlinie entfernt in südöstlicher Richtung. Hehn besteht hauptsächlich aus drei Straßen (Wolfsittard und Heiligenpesch nach Süden in Richtung Dorthausen, K 4 nach Osten in Richtung Hehnerholt und die K 15 nach Westen in Richtung Hardt). Die Ortschaft ist in Ost-West-Ausdehnung rund 1,6 Kilometer lang.
Der Borussia-Park und der SparkassenPark (ehemals Hockeypark) befinden sich in unmittelbar südlicher Nachbarschaft.
Südwestlich von Hehn befindet sich ein Teilstück der Gladbacher Landwehr, das im Rahmen der Euregio 2002plus auf rund 30 Metern in den ursprünglichen Zustand zurückversetzt wurde. Die westliche Verlängerung der Landwehr geht in den Hardter Wald über, dessen westlicher Teil zum Naturpark Maas-Schwalm-Nette gehört.

### Nachbargemeinden
| Hardt        | Hardt                                       | Venn |
| Hardter Wald | Kompassrose, die auf Nachbargemeinden zeigt | Holt |
| Herdt        | Wolfsittard                                 | Holt |

## Etymologie
Der Ortsname könnte von Hain oder von Heide (Hee, Hehn, plattdeutscher Dialektausdruck), Hain von Eichen und Buchenhain, abgeleitet sein. Bis 1825 wurde das Dorf Haen oder Hann genannt.

## Geschichte
Wann genau die ersten Menschen im Gebiet des späteren Hehn siedelten, ist nicht bekannt. Abgesehen von einigen wenigen antiken Funden am Flugplatz südwestlich von Hehnerholt und aus der Sandgrube Stops gibt es keinerlei Hinweise auf eine dauerhafte Besiedelung in vorchristlicher Zeit. Dass Menschen schon früh in der näheren Umgebung lebten ist hingegen hinreichend bekannt durch ein bronzezeitliches Grabhügelfeld im westlich gelegenen Hardter Wald, welches trotz der unmittelbaren Nähe zum heutigen Hehn wohl keinerlei Rückschlüsse auf die frühe Siedlungsgeschichte zulässt.

### Mittelalter bis zu den napoleonischen Kriegen
Seit der Gründung der Abtei Gladbach gehörte Hehn stets zu ebendieser sowie zur späteren Stadt Mönchengladbach.
Die erste schriftliche Erwähnung Hehns stammt aus dem frühen 13. Jahrhundert. Eine Urkunde vom 23. Juni 1205 oder 1215 gestattet den Hehnern das Sammeln und Schlagen von Brenn- und Bauholz im Kammerforst (Kammerbusch), einem Waldstück nördlich von Hehn. Zwei Abschriften aus dem 17. Jahrhundert sind erhalten. Die genaue Datierung ist nicht eindeutig geklärt. Schon bei Ropertz wird in der Einleitung des Urkundentextes das Jahr 1205 genannt, der Text selbst datiert aber auf 1215. Eine der Abschriften aus dem 17. Jahrhundert datiert hingegen auf 1205, obwohl der ausstellende Abt Gerhard erst um 1210 die Leitung der Abtei übernahm. Auch bei Löhr wird die Doppeldatierung übernommen. Es muss daher offenbleiben, aus welchem Jahr die Urkunde stammt.
Bis zur Mitte des 16. Jahrhunderts liegen keine Quellen vor. Um das Jahr 1565 aber soll im heutigen Heiligenpesch das Marienbildnis gefunden worden sein, welches die Grundlage für die bis heute andauernde Wallfahrt nach Hehn bildet. Nur wenige Jahre später findet in unmittelbarer Nähe die Schlacht bei Dahlen statt.
Die erste detaillierte Karte von Hehn stammt aus dem Jahr 1595 und wurde anlässlich eines Streits mit der Abtei, bezüglich der Rechte der Hehner am Kammerforst, erstellt. Der Streit wurde schließlich durch das Verfassen einer Buschordnung beigelegt. Diese regelte detailliert wer welche Menge Holz und zu welchem Zweck dem Kammerforst entnehmen durfte. Dennoch entstand um 1753 erneut Streit, als der damalige Abt Ambrosius Specht behauptete die Umbuscher hätten gegen die Buschordnung verstoßen. Mit den Umbuschern waren die Bewohner der um den Kammerforst gelegenen Ortschaften gemeint – neben Hehn noch Vorst, Beltinghoven und Holt – die spätestens seit 1595 die gleichen Rechte besaßen, wie die Hehner. Im Zuge der zähen Verhandlungen zeigten sich die Umbuscher schließlich zunehmend unkooperativer und gehen zum Teil sogar mit Gewalt gegen Gesandte der Abtei vor. Als schließlich die kurfürstliche Regierung mit dem Entsenden eines Militärkommandos drohte, blieb den Umbuschern nur übrig den Vorschlag des Abtes zu akzeptieren den Forst zwischen der Abtei und den Anwohnern aufzuteilen. Dies geschah letztlich auch, wobei zwei Drittel bei der Abtei verblieben, die ihren Teil in Ackerland umwandelte und verpachtete.
Einen Tag nach dem Sieg französischer Truppen bei Jülich am 3. Oktober 1794 wurde Gladbach besetzt und schließlich 1801 offiziell Teil des französischen Kaiserreichs unter Napoleon. Die Abtei Gladbach wurde binnen eines Jahres komplett aufgelöst, Schriftstücke wurden größtenteils verstreut oder vernichtet. Im Zuge von Umstrukturierungen in der Kirchenverwaltung unter den Franzosen sollten die Hehner dann im Jahr 1806 nicht mehr von der Pfarre St. Mariä Himmelfahrt in Gladbach betreut werden, sondern zukünftig von der schon damals eigenständigen Pfarre Hardt. Aufgrund persönlicher Abneigung gegen den dort ansässigen Pfarrer wehrten sich die Hehner allerdings vehement und kehren schon nach kurzer Zeit wieder zur Pfarre Gladbach zurück.

### Preußische Zeit bis 1949
Nachdem Hehn wieder Teil der Pfarre Gladbach wurde, bemühten sich die Einwohner zunehmend um die Einrichtung einer eigenen Pfarre. Als Argumente dienten neben Geld für den Bau einer neuen Kirche und Vorschlägen, wie die Pfarrgrenzen gezogen werden könnten auch, dass Hehn seit dem 16. Jahrhundert Wallfahrtsort war. Verschiedentliche Interessen verhinderten zunächst eine entsprechende Genehmigung, bis 1851 ohne Genehmigung mit dem Bau einer Kirche begonnen wurde. Unterstützer des 1853 vollendeten Bauwerks war Dechant Alexander Halm. Offiziell wurde Hehn am 8. September 1858 zur Pfarre erhoben. Zum Pfarrbezirk gehörte auch Wolfsittard, das zuvor stets zu Rheindahlen gehörte.
Der erste Pfarrer in Hehn, Benedikt Berchem, bemühte sich sehr um die geistliche Lehre und die Seelsorge in seinem Ort und initiierte um 1850 zahlreiche Vereinsgründungen. Von diesen existiert bis in die heutige Zeit die Bruderschaft vom hl. Erzengel Michael fort (heute St. Michaels-Bruderschaft 1860 Mönchengladbach-Hehn e. V.). Sein Nachfolger Richard Betram hatte, wie viele andere, unter dem sogenannten Kulturkampf zu leiden, der zwischen Preußen, zu dem das Rheinland in der Zeit gehörte, und der katholischen Kirche, tobte. Nach dessen Ende begann man ab 1887 mit den Planungen für eine Erweiterung der Kirche, dessen Baugeginn wieder ohne Genehmigung am 14. Mai 1889 stattfand. Erst vier Wochen nach Beubeginn wurde die Genehmigung erteilt.
In den Jahren 1903/04 wurde westlich von Hehn an der Straße nach Hardt die Hardter-Wald Klinik errichtet. Aufgrund der geringeren Entfernung wird die Kapelle der Lungenheilstätte seelsorgerisch von der Hehner Pfarre betreut.
Während des Ersten Weltkriegs wurde die Landwehr nördlich von Wolfsittard von russischen Kriegsgefangenen geschliffen und ein Flugplatz eingerichtet, der auch im Zweiten Weltkrieg Verwendung fand. Ab 1916 war Wilhelm Pastern Pfarrer in Hehn. Seine Abneigung gegenüber dem nationalsozialistischen Regime führte dazu, dass Pastern bei einem Sondergericht in Düsseldorf erscheinen musste. Ihm wurde vorgeworfen in einer seiner Predigten zu Nächstenliebe gegenüber den Kriegsgegner der Polen und Engländer aufgerufen zu haben. Zwar wurde das Verfahren eingestellt, seine grundsätzliche Haltung hatte jedoch augenscheinlich Einfluss auf seine Gemeinde, die verglichen mit dem städtischen Durchschnitt seltener die NSDAP wählte.
Während einer der beiden Bombardierungen Rheindahlens im September 1944 stürzte ein englisches Flugzeug über Hehn ab. Am 28. Februar 1945 wurde Hehn im Zuge der Operation Grenade von amerikanischen Truppen befreit, das restliche Mönchengladbach drei Tage später. In der Folge lag Mönchengladbach in der britischen Besatzungszone, ein erstes Schützenfest unter Auflagen wird 1948 gefeiert.

## Wallfahrtsort
Das Zentrum von Hehn, genannt Heiligenpesch, ist Wallfahrtsort. Neben der Pfarrkirche Maria Heimsuchung, die 1851 bis 1853 nach Plänen von Vincenz Statz erbaut und 1889–1890 durch Julius Busch durch Oktogon und Ostchor sowie zwei Westtürme erweitert wurde, befinden sich die Heiligengrotten und die Marienkapelle, in der die Mutter Gottes verehrt wird.

## Baudenkmäler
Neben der Kirche Maria Heimsuchung gehören die folgenden Gebäude zu den Baudenkmälern der Stadt Mönchengladbach auf Hehner Gebiet.

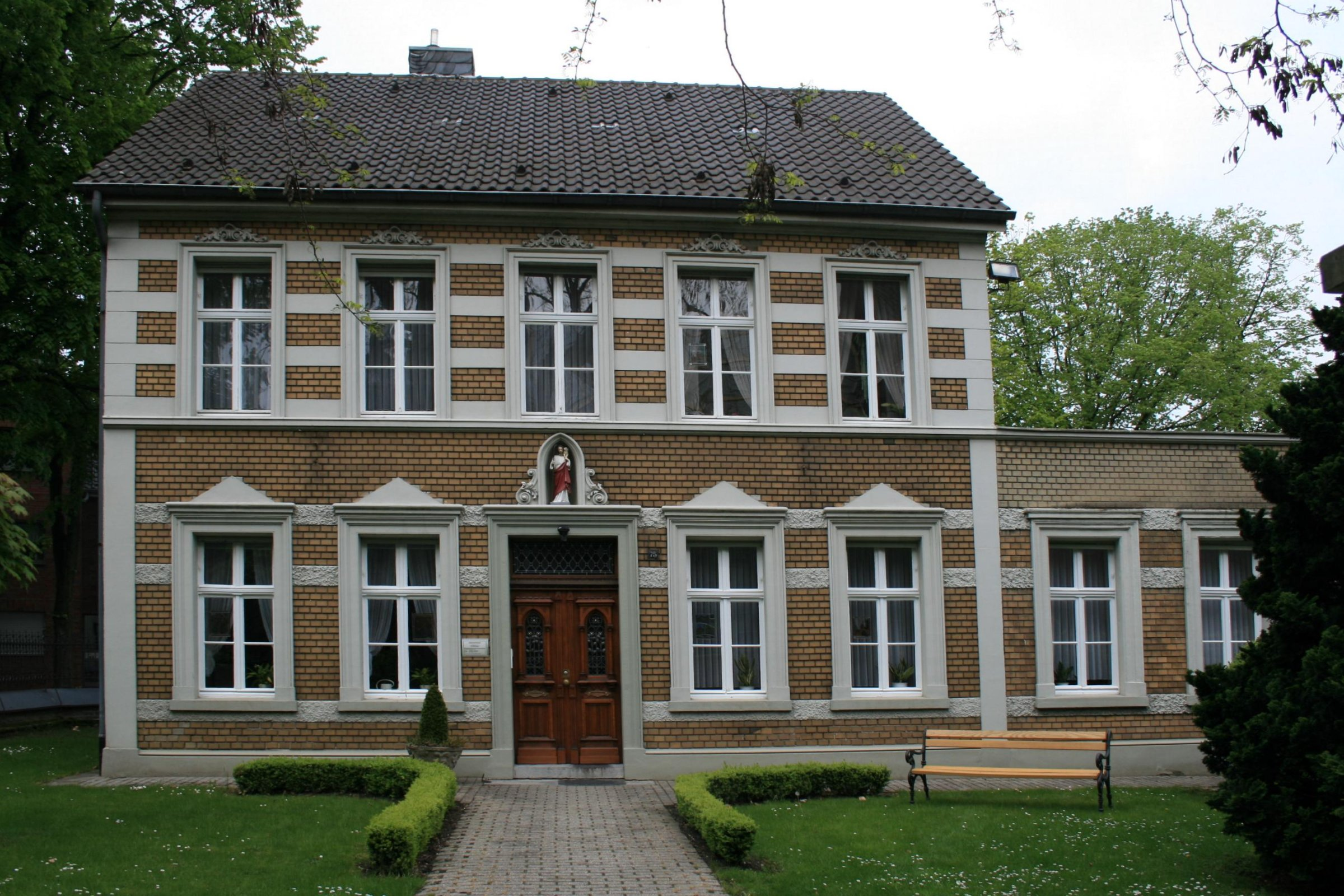
Pfarrhaus (H 068)
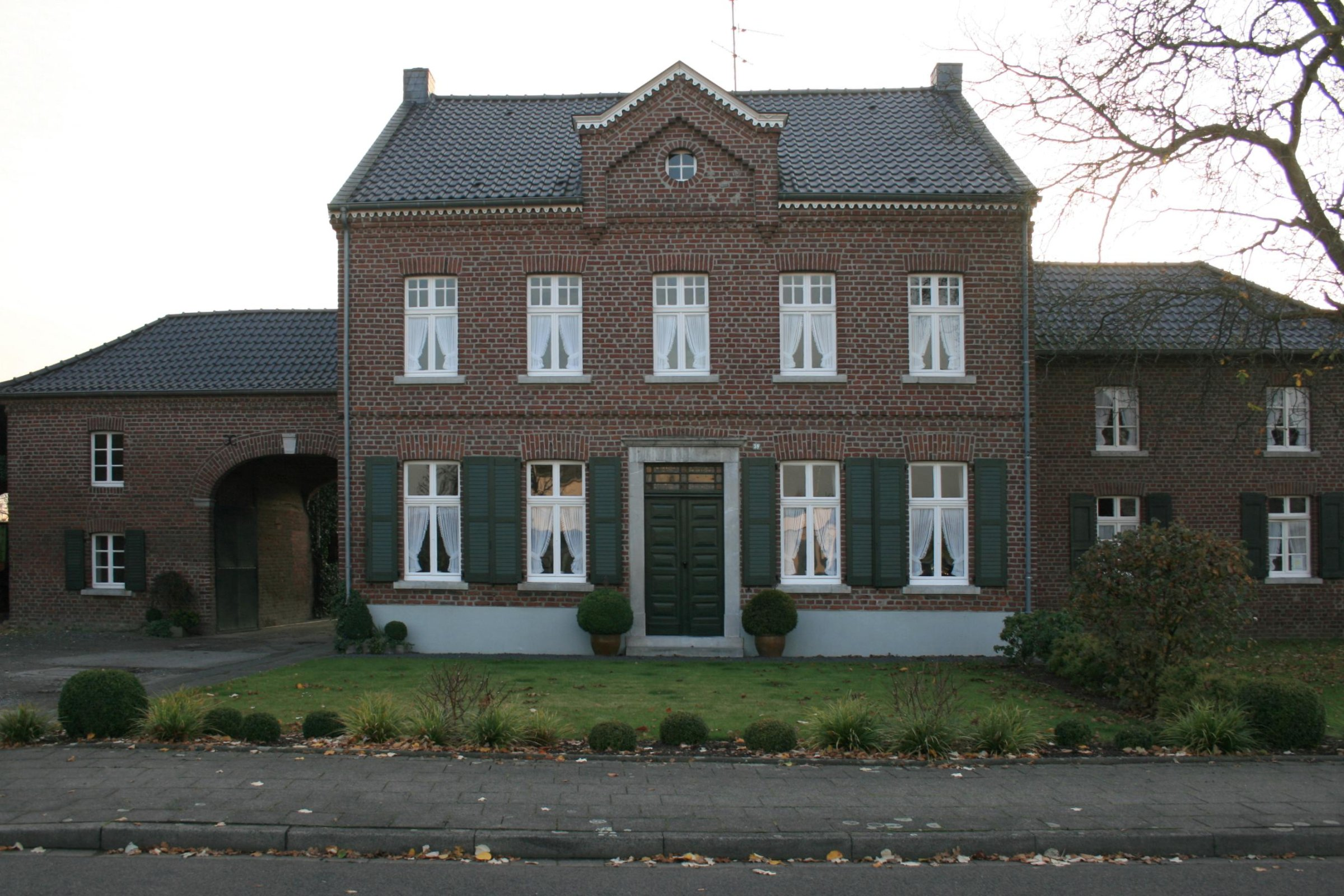
Hofanlage (H 108)
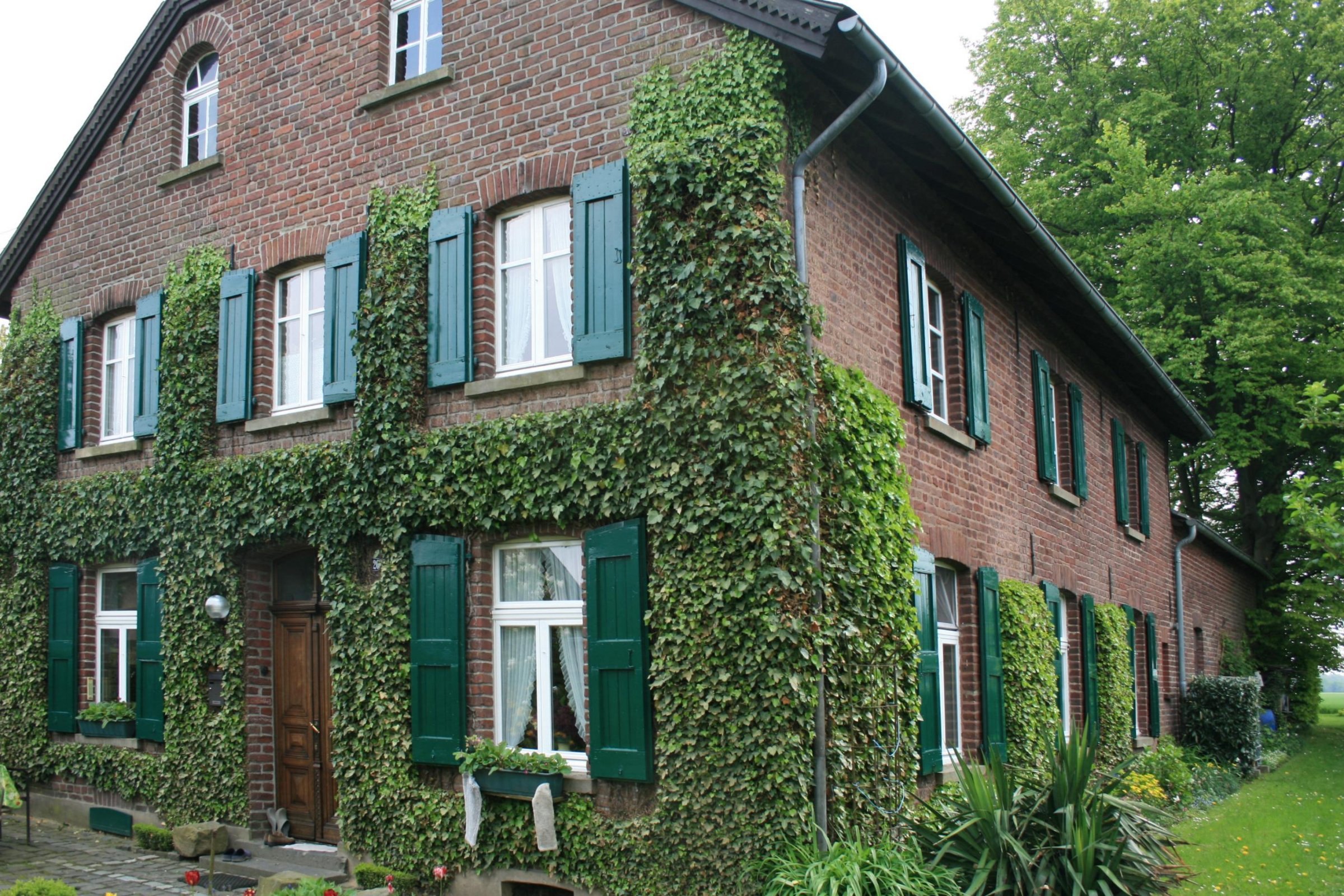
Hofanlage (H 023)
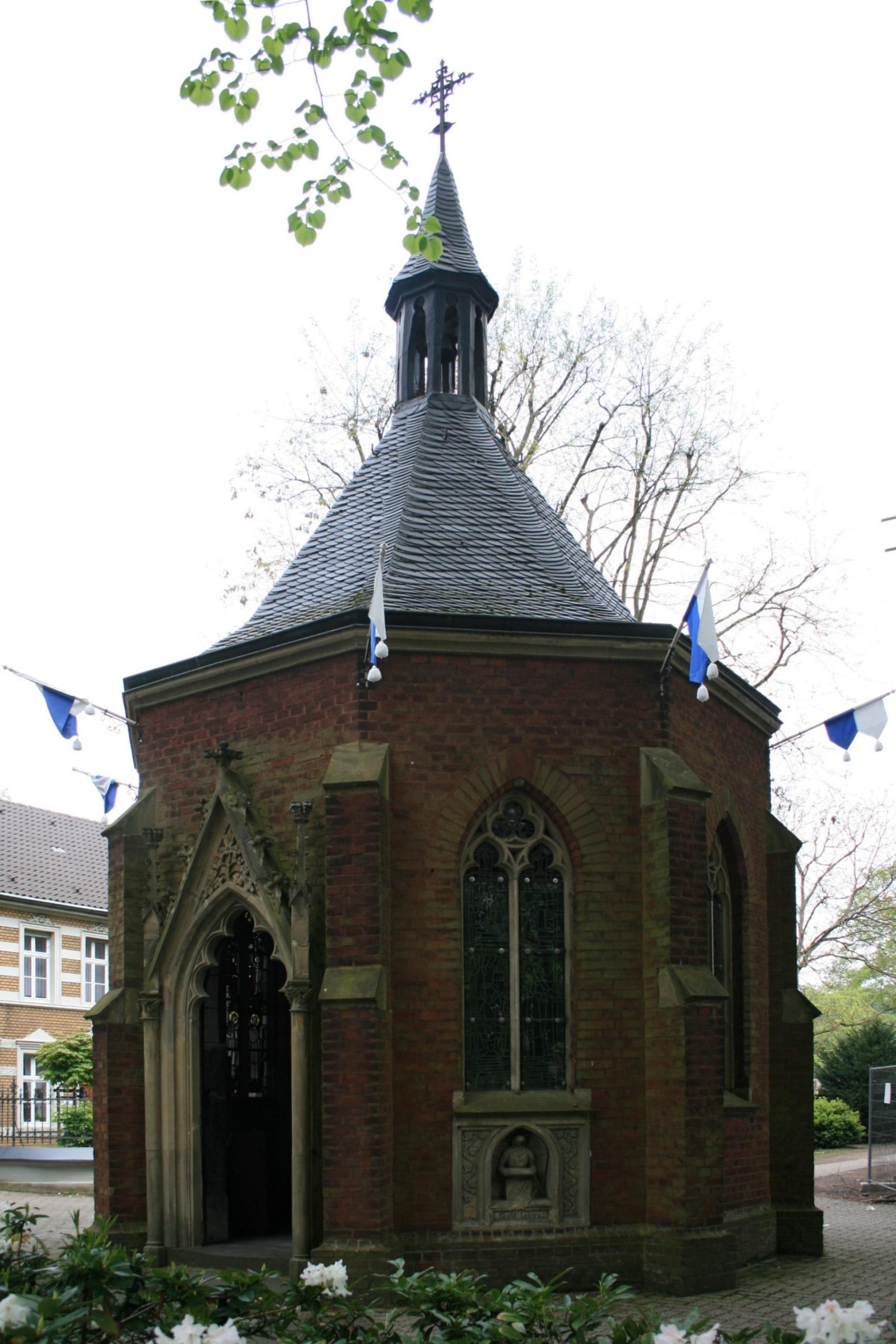
Gnadenkapelle (H 034)
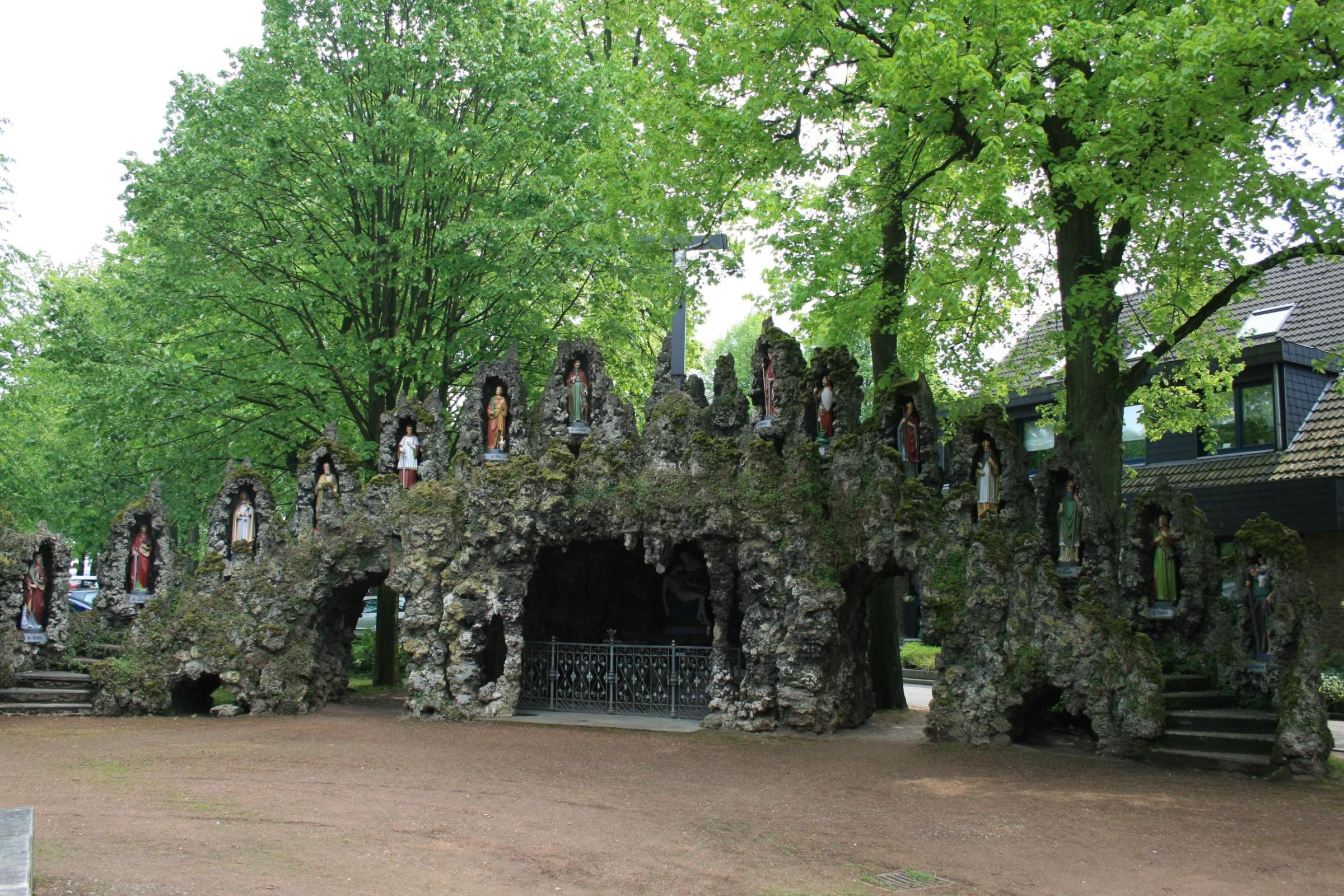
Heiligengrotten (H 036)

## Infrastruktur
In Hehn gibt es neben einer Sportanlage eine Turnhalle, die von der katholischen Grundschule genutzt wird, ein Alten- und Pflegeheim sowie eine katholische Kindertagesstätte.
Die Turnhalle wurde im Rahmen der Aktion Spray one world von fünf internationalen Künstlern vollständig mit Graffiti versehen.

## Vereine
Der 1958 gegründete Sportverein DJK Sportfreunde Hehn, zwei Brieftaubenzüchter-Vereine sowie eine Schützenbruderschaft bilden einen Teil der Vereine des Ortes (Stand: 2016).
- DJK Sportfreunde Hehn von 1958 e. V.
- St. Michaels-Bruderschaft 1860 Mönchengladbach-Hehn e. V.
- KLJB Hehn e. V.
- Brieftaubenzüchter-Verein 06503 „Heimatliebe Hehn“
- Brieftaubenzüchter-Verein 07013 „Einigkeit Hehn“
- Kirchenchor Cäcilia (1869).
- Männergesangverein Constantia (1889).
- Reservistenkameradschaft Hehn
- Schützengesellschaft Hehn 1910 e. V.
- Frauengemeinschaft Hehn